# 創価新報
創価新報（そうかしんぽう）は、聖教新聞社が月1回（毎月第3水曜日）発刊している、創価学会青年部向けの機関紙である。1983年（昭和58年）1月1日創刊。

## 概要
購読料は月極め100円、１部50円（税別）で、紙面は全12面からなる。主に創価学会員が購読するが、会員・非会員にかかわらず購読したい人は誰でも購入できる。
内容は主に、
- 創価学会教学部による御書講義
- 青年部による、紙面座談会
- 男子部、女子部の活動報告
- 日蓮正宗、冨士大石寺顕正会と宗教的にどう教えが違うのか。哲学的な違い

などである。
連載漫画は『まっと君の法華経ツアー』（まっと・ふくしま作）。

## 訴訟に発展した問題
創価新報が掲載した内容を巡っては度々訴訟が行われている。

### 偽造写真事件
1992年（平成4年）11月、創価新報が偽造した宴席写真を掲載し日顕を批判、その後日蓮正宗と係争に発展し、創価学会側が断罪され敗訴した。

### 乙骨正生との訴訟
乙骨正生を紙面で「ペテン師の下請け」「平気で裏切る。カメレオンだ」「恩を知らない。畜生にも劣るやつだ」「何かのヒモつきだ」と人物表現して中傷して、創価大学卒業後に「拾ってもらい11年勤めた職場を2年で辞めた」などと侮辱。乙骨から名誉毀損で提訴され、2011(平成23年）年3月、55万円の損害賠償を命じられた。